# Олександр Олександрович Ікскуль фон Гільденбандт
Барон Олександр Олександрович Ікскуль фон Гільденбандт (нім. Alexander Karl Abraham Freiherr von Uexküll-Güldenband (Gyllenband) нар. 20 лютого 1840, Санкт-Петербург — пом. 10 липня 1912, Санкт-Петербург) — російський державний діяч, харківський і псковський губернатор, дійсний таємний радник (1899).

## Біографія
Походив з баронського роду Ікскуль фон Гільденбанд. Син генерал-лейтенанта російської армії Олександра Олександровича Ікскуля фон Гільденбанда. Його молодший брат — Ю. О. Ікскуль фон Гільденбандт.
Закінчив із золотою медаллю училище правознавства (1860). 
Після дворічного стажування за кордоном служив у Міністерстві юстиції та канцелярії департаментів Сенату, де був обер-секретарем. Потім був членом Петербурзького окружного суду.
З 1866 по 1872 рік — гофмейстер великої княгині Олени Павлівни; з 1868 — камергер.
Ліфляндський віце-губернатор (1872—1874), потім — губернатор (1874—1882). 
Після цього в чині таємного радника був губернатором у Харківській (1884—1886) і Псковській губерніях (1886—1888). 

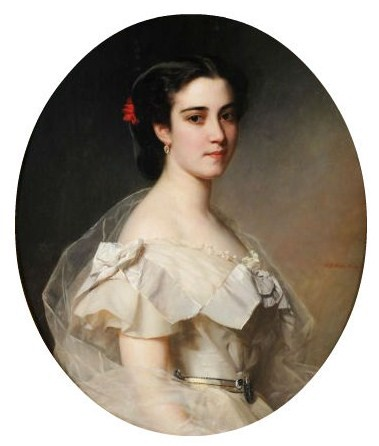
Баронесса Ліна Ікскуль

З 1888 року — сенатор. У 1891—1896 роках був президентом Євангелічно-Лютеранської Генеральної консисторії.
З 1899 року — дійсний таємний радник, член Державної ради (після 1906 року входив до групи правих).

## Сім'я
Дружина (з 09.04.1863) — Ліна фон Адельсон (1840—1911), дочка доктора медицини і дійсного статського радника Осипа фон Адельсона від шлюбу з Іоанною Бенджамін.
Їх син Олександр (Alexander Johan), що народився в Санкт-Петербурзі 22 березня 1864 року, став дійсним статським радником; в 1894 році (2 липня) одружився з фінською співачкою Ідою Аалберг; в 1919 році в Гельсінкі одружився вдруге з І. Х. Нордберг; помер 15.12.1923 року в Гельсінкі.

## Нагороди
- Орден Святого Олександра Невського